# ナタリア・オフシアンニコワ
ナタリア・エフゲニエヴナ・オフシアンニコワ（ロシア語: Наталья Евгеньевна Овчинникова、ロシア語ラテン翻字: Natalia Evgenyevna Ovchinnikova、1963年7月23日 - ）は、ロシア、サンクトペテルブルク出身のフィギュアスケート選手（女子シングル・ペア）。パートナーはアンドレイ・スライキン。
1983年ユニバーシアード優勝。1982年ゴールデンスピン2位。

## 主な戦績

### 女子シングル
| 大会/年          | 1982-83 | 1983-84 |
| ---------------- | ------- | ------- |
| シェーファー記念 |         | 3       |
| ユニバーシアード | 1       |         |
| ゴールデンスピン | 2       |         |
| ネーベルホルン杯 | 3       |         |

### ペア
| 大会/年          | 1972-73 | 1973-74 |
| ---------------- | ------- | ------- |
| モスクワ国際     |         | 4       |
| スパルタキアード |         | 6*      |

- 1974年スパルタキアードの結果は、1974年ソビエト連邦フィギュアスケート選手権にも使われた。